# Sarrewerden
Sarrewerden (deutsch Saarwerden) ist eine französische Gemeinde mit 827 Einwohnern (Stand 1. Januar 2021) im Département Bas-Rhin in der Region Grand Est (bis 2015 Elsass). Der Ort gehört zum Arrondissement Saverne und zum Kanton Ingwiller. Am 1. März 1972 wurde Sarrewerden mit den Ortschaften Bischtroff-sur-Sarre und Zollingen zusammengeschlossen.

## Wappen
Wappenbeschreibung: In Schwarz ein goldgeschnäbelter goldgeständerter rotgezungter silberner Doppeladler.

## Bevölkerungsentwicklung
| Jahr      | 1962 | 1968 | 1975 | 1982 | 1990 | 1999 | 2007 | 2014 |
| --------- | ---- | ---- | ---- | ---- | ---- | ---- | ---- | ---- |
| Einwohner | 917  | 934  | 947  | 967  | 987  | 1013 | 935  | 880  |

## Sehenswürdigkeiten
Die ehemalige Stiftskirche St. Blasius (Saint-Blaise) aus dem 15. Jahrhundert ist heute die römisch-katholische Kirche St. Bartholomäus. Sie steht als Monument historique unter Denkmalschutz.

## Verkehr
Der Haltepunkt Sarrewerden lag an der Bahnstrecke Berthelming–Sarreguemines.

## Persönlichkeiten
- Friedrich III. von Saarwerden (um 1348–1414), 1370–1414 Erzbischof von Köln, geboren in Saarwerden. Nach dem Tod seines Bruders Heinrich II. 1397 führte er übergangsweise die Grafschaft Saarwerden.